# Désespérer Billancourt
L'aphorisme « désespérer Billancourt » ou « faire désespérer Billancourt » est apparu en 1913 pour désigner une politique sociale provoquant un durcissement des grèves. Renault refuse la moindre concession face à celle de 1913 contre la généralisation des méthodes fordistes, qui dure deux mois et s'étend à d'autres entreprises. Le scénario se répète en 1936, débouchant sur les congés payés lors du Front populaire, puis sur un relèvement de 35 % du salaire minimum en Mai 68, la plus grande usine de France, qui a obtenu la quatrième semaine de congés payés treize ans avant les autres, étant devenu celle qui fait s'enrhumer la France quand elle éternue. Le leader syndical modéré André Bergeron devient alors célèbre par un aphorisme proche,,, préconisant de ménager la classe ouvrière grâce à un peu de « grain à moudre ».
Le sens social des événements des années 1910 ou des années 1930 subit au fil des décennies des modifications. C'est toujours pour parler de social en France qu'un patron de média l'utilise à la radio en 1973. L'aphorisme devient ensuite « ne pas désespérer Billancourt » en 1975 dans une revue libérale fondée par Patrick Devedjian, pour parler de la réaction d'intellectuels communistes en 1945-1947, aux révélations de Victor Kravchenko sur l'URSS, puis à l'approche des législatives de 1978, « veut-on désespérer Billancourt? », sous la plume d'un ministre  accusant en quelques mots la gauche, d'avoir, « jadis », « tenté de dissimuler » le goulag soviétique, les deux fois sans incriminer Jean-Paul Sartre. Seule la revue libérale de Patrick Devedjian, désormais en concurrence avec une autre fondée par Raymond Aron, s'y risque brièvement en 1979, Le Monde dénonçant immédiatement une « citation tronquée ».
Parallèllement, le « faire désespérer » d'origine, au sens de sous-estimer les attentes sociales en France, continue à être utilisé dans le même sens qu'en 1913, en particulier dans les débats de 1980-1985 sur la pertinence de l'union de la gauche.
Trois décennies après la mort de Jean-Paul Sartre, l'aphorisme, « il ne faut pas désespérer Billancourt » devient une citation apocryphe, qui lui est attribuée plusieurs fois de suite, sur la base d'une interprétation erronée de sa pièce de théâtre Nekrassov, satire du maccartysme, présentée en 1955 en pleine déstalinisation. L'aphorisme se transforme en 2015 en « Il faut désespérer Billancourt », dans le but de conforter l'imputation au philosophe, pour affirmer la contestation d'une bien-pensance qui lui est ainsi attribuée par erreur. Dans les années 2010 et 2020, il fait florès dans les polémiques sur l'Islam ou les banlieues, alors que l'usine de Billancourt a fermé depuis 1992.

## L'origine: la longue grève chez Renault en 1913

### Deux mois d'un conflit qui finit par faire tâche d'huile
Selon l'historienne Aimée Moutet, le refus de négocier qui a causé la longue grève démarrée début 1913 à l'usine de Renault-Billancourt et entraîne celles d'autres usines automobiles de la Seine, dans d'autres entreprises a été causée par la mise en place brutale d'une organisation du travail venue des États-Unis, basée sur le chronométrage du travail.
L'organisation scientifique du travail (OST) ou taylorisme, visant  à fournir le rendement maximum dans les usines par le chronométrage du travail, venait d'être définie par un livre de l'ingénieur américain Frederick Winslow Taylor, traduit en France en 1911, préfacé par le directeur de la Revue de la Métallurgie. En novembre 1912 chez Renault, il concerne un quart des 4 000 ouvriers de l'usine de Boulogne-Billancourt, qui au début de l'année suivante se mettent en grève contre son introduction dans d'autres ateliers.
Un comité comité de grève, élu le 11 février 1913, est présidé par Lucien Nectoux. Une  première grève contre le Sytème Taylor avait eu lieu à Lyon chez Berliet, en 1912. Ccez Renault, la direction refuse d'emblée la négociation, tente d'embaucher ailleurs des salariés de substitution, puis fait expulser le Comité de grève installé dans la coopérative de consommation « l'Union de Billancourt ».
Le conflit dure deux mois. Le refus de négocier et son extension à d'autres constructeurs sont à l'origine de l'expression,,. Selon Aimée Moutet, historienne, « c’est à la grève de 1913 chez Renault » qu'elle remonte. Les jours de grève symboliques, du 10 février au 26 mars 1913 sont soutenus par « un vaste mouvement national de solidarité ». Et deux grèves similaires ont lieu la même année, chez deux autres constructeurs automobiles, chez de Dietrich, à Argenteuil, les 2 et 3 juin, et Brasier, à Ivry, du 3 au 19 décembr.

### En 1936, 1947, 1952, 1968, Billancourt reste l'épicentre social français
L'usine de Billancourt confirme ensuite son statut d'épicentre politique et social de la France au XXe siècle. Le ministre de l’Industrie Michel Maurice-Bokanowski lancera même le 10 janvier 1963 à l'Assemblée nationale : « il n’est pas exagéré de dire que, lorsque Renault éternue, toute la France tressaille », formule reprise en 1969 par le livre d'enquête à forte couverture médiatique, « La forteresse ouvrière », du journaliste de l'ORTF Jacques Frémontier. Jusqu'aux années 1980, photographies, reportages mais aussi propagande syndicale diffusent une « identité collective des ouvriers » en forme de « force tranquille », vantant à une large « opinion publique » leur « caractère pacifique et responsable », selon l'historien Alain Viguier, y compris au moment de la guerre d'Algérie et de l'union de la gauche.

#### Une locomotive du Front populaire et des congés payés
Durant  les années 1930, quand débute la  « stabilisation des bassins industriels » comme Billancourt, puis dans les deux décennies suivantes qui la voit se poursuivre, les intellectuels « placent leurs espoirs de transformation » politique et sociale en France« sur le mouvement ouvrier » et ne veulent pas faire « désespérer Billancourt ». Le 6 février 1933, les 9 morts et 200 blessés de l'explosion d'une chaudière dans l'usine, massivement dénoncés par la presse de gauche, symbolisent, après les coups de grisou miniers, le tribut de la France ouvrière à l'industrialisation. Après la victoire du Front populaire 11 mai 1936 aux législatives, des grèves éclatent, d'abord dans des usines d’aviation du Havre, le jour même, chez Breguet pour la réintégration de deux militants licenciés le 1er mai, la police échouant à déloger les grévistes occupant l'usine. mais c'est une autre vague de grèves beaucoup plus importante, qui déferle le 28 mai, quand les 30 000 ouvriers de Renault à Billancourt débraient, atelier par atelier. Ils entraînent dans leur sillage plusieurs dizaines d’usines. Le 2 juin, avant veille de la formation du gouvernement Blum, des millions d'ouvriers sont à l'arrêt, encouragés aussi par les 600 000 manifestants du 24 mai en souvenir de la Semaine sanglante de la Commune de Paris. C'est à Billancourt que filmographie et reportages dans la presse fixent la mémoire de l'événement: bals au son de l'accordéon  trio de jazz au franc succès, mélomanes ouvriers amenant leurs instruments, et profusion de photos d'ouvriers juchés sur les hauts murs de l'usine ou sur le pont enjambant la Seine. Le PCF totalise 7 000 adhérents dès 1937, cinquante fois plus que les 120 de mai 1936, à l'usine de Billancourt, figure emblématique de son nouvel enracinement ouvrier.

#### L'assemblée générale très suivie de Mai 68
Profusion d'images aussi en Mai 68. Temps fort, l'assemblée générale du 27 mai au matin à Billancourt devant les caméras : les accords de Grenelle, arrachés dans la nuit, avec une hausse de 35 % du salaire minimum (SMIG), sont présentés par Georges Séguy, secrétaire général de la CGT, face à des milliers d'ouvriers, dans un discours très factuel. Les dirigeants syndicaux, « informés de la détermination des ouvriers à poursuivre la grève, se gardent d’appeler à la reprise du travail ». Huées et sifflent désapprouvent « le refus par le CNPF du paiement intégral des jours de grève », la poursuite de la grève est votée. L'ORTF a retransmis, la France pense que la grève va durer en juin. Mais trois jours après, De Gaulle annonce la dissolution de l'Assemblée nationale pour des législatives où la droite triomphe grâce à ces généreux accords de Grenelle.
Le relèvement de 35 % du salaire minimum concernait surtout les ouvriers de province. Même relevé, il reste au-dessous du plus bas salaire de Billancourt, où la quatrième semaine de congés payés existe déjà depuis une douzaine d'années, car prévu dans l'accord signé avec les syndicats dès 1955. Cet accord avait aussi relevé les salaires et créé un système de retraite complémentaire garantissant 90 % du salaire d’activité, un paiement des jours fériés chômés, et des indemnités  maladie et accidents du travail complémentaires. Un accord historique, salué dès décembre 1955 par le gaulliste et futur gaulliste Jacques Chaban-Delmas, alors en campagne électorale à Bordeaux, comme « une date capitale dans l’histoire » de France, comme « la fin de la condition prolétarienne ». Il fut aussi la cause de la grève de mars 1963 chez Peugeot pour avoir aussi la 4e semaine, qui deviendra légale en 1968.
Le 17 juin 1968, Billancourt est une des dernières usines à voter la reprise du travail, lors d'une autre assemblée générale « très tendue », les jeunes qui veulent continuer le combat partant dans des échauffourées avec Aimé Halbeher, leader local d'une CGT soupçonnée de préparer déjà les législatives des 23 et 30 juin.

#### En avril 1947, la «bataille de la production» s'enraie
À la Libération de 1944, Renault est nationalisée en 1946, comme les mines de charbon, deux lieux stratégiques sur le front de la bataille de la production, face aux pénuries de charbons et moyens de transport, générant des coupures de courant incessantes, qui empêchent l'industrie de répondre à la soif de reconstruction du pays d'où une flambée des prix. Le cinéaste Yves Allégret s'est vu alors reprocher par le PCF de « désespérer Billancourt » car il ne « participe à la glorification de la classe ouvrière », selon les mémoires de Simone Signoret épousée 1948 et qui le quitta en août 1949 pour l'acteur communiste Yves Montand,
Le ministre du Travail est Ambroise Croizat, ex-secrétaire général de la Fédération des métaux CGT et le PCF monte aux législatives de novembre 1946 à 28,26 %. Les communistes appellent depuis 1945 à se retrousser les manches, par des journées à rallonge de la bataille de la production lancée dès janvier 1945. Du coup, il ne « perçoivent pas les insatisfactions ouvrières que son application suscite », et l'épuisement ouvrier à « l'origine de la grève d'avril 1947 à Renault Billancourt », prétexte à exclure le PCF du gouvernement, ce qui marque l'entrée de la France dans la guerre froide et génère une nouvelle grande vague de grèves longues dans les mines à la fin 1947 puis la grève des mineurs de 1948, deux épisodes aggravant les pénuries de charbon et d'électricité.
Le départ de la grève à Billancourt a surpris, car imprévue par le PCF. La Confédération générale du travail (CGT), qui revendique 17 000 adhérents, plus de la moitié de l'usine, avec 90 % des suffrages chez les ouvriers et employés aux élections professionnelles de 1946 s'y oppose aussi d'abord, d'autant qu'elle a de bons rapports avec patron Pierre Lefaucheux a de bonnes relations avec la CGT, investie dans la « bataille de la production ». L'épisode « apporte une nouvelle pierre à la mythologie Renault, celle d'une usine capable d'ébranler un gouvernement, anticipant de quelques années le succès de l'aphorisme quand Billancourt éternue, la France s'enrhume », selon les historiens.

#### Billancourt, lieu de résistance aux guerres coloniales
Trois ans après, à l'aube des années 1950 qui voient une très forte croissance du marché automobile, « Billancourt est la seule usine de carrosserie montage » de Renault, qui délocalise à Flins en octobre 1951 et Cléon en 1958.

##### Grève de 1950 pour les salaires et la paix en Indochine
En 1950 démarre la grève la plus longue, quatre semaines, et la plus unanime qu'ait connue Billancourt. C'est la plus grande de son histoire après celle de 1968. Le 9 février, 50 % des ouvriers débrayent à la suite de la loi du 11 février 1950 sur la liberté de négociation entre syndicats et patrons. L'augmentation de 5 % proposée est jugée « très insuffisante », les usines Renault sont le 22 février à l'épicentre, suivies par Ford Poissy, SIMCA Nanterre et Peugeot, puis le conflit de la métallurgie parisienne « s’étend aux régions ». C'est aussi une grève « pour la paix » alors que les dockers sont déjà mobilisés depuis Noël contre la guerre d'Indochine. Inquiet, le gouvernement ordonne « l’évacuation de Billancourt », occupée, par une « mobilisation massive des forces de l’ordre ». Renault Licencie 4 délégués et 16 seize militants CGT mais ne frappe pas la CFTC, « pourtant très impliquée dans le mouvement », qui dénonce « une manœuvre de division ». Pas abattue, la CGT fait grève ensuite dès 1952 pour dénoncer l’emprisonnement du leader algérien Messali Hadj.

##### Grève de 1952 contre les emprisonnements jugés maccartystes
Une grève nationale est lancée par la CGT le 4 juin 1952 pour obtenir les libérations de plusieurs dirigeants communistes dont le numéro deux du parti Jacques Duclos et le rédacteur en chef André Stil, placés en prison pendant plusieurs semaines, après les manifestations du 28 mai 1952 contre la guerre de Corée, qui a « bravé les interdits ministériels ». La grève est un échec. Le 5 juin à Billancourt, avec l’aide du syndicat indépendant, les chefs d’atelier ont mis sur pied, dans la nuit, des groupes mobiles qui obligent les cégétistes à « battre en retraite », en raison d'importantes forces de police à proximité. La demande de report de l’élection du comité d’entreprise est repoussée. La CGT y chute de 10,8 points, est éliminée du deuxième collège.
Ensuite, « les sanctions pleuvent »: dans les arsenaux 511 mises à pied, des milliers de suspensions à la SNCF, tandisqu'à Renault-Billancourt, la direction licencie 165 militants, dont 50 délégués du personnel. À la fin de l’été 1952, plus de 160 personnes sont inculpées d’atteinte à la sûreté intérieure de l ’État et douze militants CGT sont écroués à Toulon, présenté comme le point de départ d'un« complot ».
Le nombre annuel de débrayages culmine ensuite à 97, l'année de la grève d'août 1953, démarrée chez les cheminots et fonctionnaires. Billancourt hésite à les suivre puis s'y joint au dernier moment. Le travail reprend quand deux dirigeants nationaux de la CGT sortent de prison.

##### Motion de la section CGT contre la guerre d'Algérie
Au début de la guerre d'Algérie, « les premières affirmations du droit à l’indépendance » se font par le vote d'une motion à la section CGT de Billancourt en février 1955, année où le nombre d’articles « s’intéressant aux ouvriers algériens (...) chute très fortement » dans Le Peuple, journal de la CGT. Le relais est pris début 1956 par les étudiants, appelés du contingent à la guerre d'Algérie : « près de 76 manifestations, actions d’entrave au départ sont recensées », par des blocages de train,.
Billancourt devient au même moment un pilier de l'exportation. La Dauphine modèle présenté fin mars 1956 au New York Motor Show, montée sur les chaînes de Billancourt par des algériens, voyage sur la Seine jusqu' au port du Havre, qui a ouvert des vastes parcs à voitures. En 1959, environ 25 % de la production de Dauphine, est vendu aux USA, Renault achetant plusieurs bateaux construits aux Etats-Unis pendant la Seconde Guerre mondiale, pour les troupes de débarquement, via sa Compagnie d'Affrètement et de Transport (CAT).
Sur la période 1954-1975, Billancourt est l’usine française où travaillent le plus grand nombre d’Algériens. Dès le début des années 1950, le recours à une main d’œuvre coloniale joue un rôle structurel « dans la croissance de l’entreprise » et pas « pas seulement depuis la fin des années 1960, comme le voudrait la doxa » dominante des années 1980. La revendication de l'indépendance algérienne, à Renault-Billancourt, « ne scinde pas strictement les ouvriers entre Algériens et Français », puis la grève de mai-juin 1968 voit l’émergence d’une “plate-forme de combat des ouvriers immigrés”, qui se revendiquent comme “ouvriers de France”, mais les grèves d'OS du début des années 1970 voient elles une rupture avec les syndicats

#### Années 1960, Billancourt place forte du combat anti-OAS et de l'Union de la gauche
Dans les deux dernières années de la guerre d'Algérie (1960-1962), « Billancourt occupe une place éminente » selon l'historien Alain Viguier. Au lendemain du  putsch des généraux d'Alger du 21 avril 1961, 25 000 ouvriers de Billancourt participent au meeting appelant à « l'action contre le fascisme », selon L'Humanité, et « plus de 10000 » lors de « la révolte suscitée par les neuf morts de Charonne » le 8 février 1962.
Trois ans après, en juin 1965, 250 militants de l’usine de Billancourt, en grande majorité communistes ou cégétistes, signent une déclaration commune qui exige de « tout faire pour parvenir à un programme commun ou à une plate-forme commune, et avoir un candidat commun de la gauche », recevant un large écho de la presse communiste. Il y a aussi « parmi eux quelques socialistes » et 40 syndicalistes CFTC. Trois mois après, le 23 septembre, le PCF apporte son soutien à la candidature de François Mitterrand, qui le 18 novembre s’adresse à 10 000 salariés environ de Billancourt, « depuis le toit terrasse du local syndical » CGT. Les participants votent alors, à main levée, « par acclamation une résolution appelant à l’unité » de la gauche.
François Mitterrand reviendra à Billancourt en 1978 dans un contexte très différent, quatre jours avant les législative de mars, pour s'adresser à nouveau à la « classe ouvrière », devant cette fois 2 000 salariés, alors que PS et PCF sont divisés depuis six mois. Cette fois, il est au sol, devant l'usine et plus sur le toit du local syndical comme treize ans avantC, dans une relative « cohue », notée par le reporter de TF2 Bruno Masure, qui attribue la citation par erreur à Jean-Paul Sartre.

## Le lien contesté avec la pièce de théâtre de Sartre

### Une citation et une thématique absentes des deux visites de Sartre à Billancourt
L'essayiste libéral Guy Sorman affirme en 2016 que Jean-Paul Sartre voulait cacher le Goulag en URSS pour « ne pas désespérer Billancourt », puis reconnaît en 2021 s'être trompé, en racontant avoir accompagné Sartre en Mai 68 à Billancourt, où ils auraient reçu une « volée de boulons » des ouvriers. Le reportage de l'AFP le 17 mai 1968 ne les cite pas: seuls des représentants de l'UNEF et de l'UEC acceptés devant l'usine par la CGT, syndicat majoritaire, selon l'AFP, qui relate qu'étudiants et jeunes ouvriers discutent plutôt « dans les cafés ». Les deux visites de Sartre à Billancourt datent de 1970 et 1972, les deux fois très brèves, destinées aux médias, et réduites à un thème précis: des abus qu'ils juge liberticides. En octobre 1970, debout sur un tonneau de la terrasse d'un café, en face de l'usine, filmé par l'ORTF pour le journal de 20 heures, il ne parle qu'une trentaine de secondes et exclusivement du procès d'Alain Geismar, selon lui purement politique: Geismar ayant agi pour les ouvriers c'est à eux seuls de le juger. Le philosophe avait accepté de prendre la défense de son groupe maoïste, à la demande insistante de Jeannette Colombel, belle-mère d'André Glucksmann, autre dirigeant du groupe. Sartre ce jour-là « découvrait la classe ouvrière », selon Marin Karmitz, futur fondateur des cinéma MK2, présent avec lui.
Sartre revient à Billancourt le 14 février 1972, cette fois dans l'usine, caché dans une camionnette, pour distribuer des tracts dénonçant le licenciement de deux militants, selon lui abusif. Il file ensuite au commissariat se plaindre d'avoir été expulsé par des vigiles brutaux, qui ont frappé les autres militants, bref incident relaté dans Le Monde du surlendemain, dix jours avant le meurtre de Pierre Overney, par un autre vigile de Renault, qui plaide immédiatement dans les médias la légitime défense. Cette thèse est sérieusement contestée par des photos de l'Agence de presse Libération, cofondée par Sartre, qui donne l'année suivante naissance au quotidien éponyme.

### Une citation et une thématique absentes de la pièce
Sartre n'est pas l'auteur de la formule,,,, qui est une déformation et une manipulation,. En la déformant en « Il ne faut pas désespérer Billancourt », on « fera souvent dire » à cette expression « le contraire de ce que Sartre voulait signifier », selon l'universitaire Michel Wieviorka, car lui disait au contraire qu'il « fallait avoir le courage de dire la vérité sur l'Union soviétique et le communisme ». L'universitaire dément la théorie voulant que Sartre l'ait utilisée dans Nekrassov, sa comédie satirique sortie en 1955, au sens de taire ou dissimuler les crimes du communisme, pour « ne pas désespérer ». L'expression fait bien référence, selon les historiens, à une grève survenue en France, en 1913, quatre ans avant 1917, date de la première révolution communiste de l'histoire. C'est une « citation apocryphe » et un malentendu, selon Michèle Ressi, chercheur au CNRS et auteur de "L'Histoire en citations" à travers 1200 auteurs cités.
En 308 pages, seules deux répliques, de Nekrassov évoquent la situation en URSS, au tableau II, scène 7. Ce n'est ni dans la bouche du héros, Arsène Lupin déguisé en dissident, ni dans celle du vrai dissident, qui n'a qu'un rôle mineur. Charles Mouton, président du journal, reproche au rédacteur en chef Jules Palotin une photo diffusée par l'AFP témoignant des longues files d'attente des magasins en URSS. Il lui reproche, dans l'esprit satirique de la pièce, de ne pas avoir coupé le bas de la photo et la réponse joue aussi sur l'ironie mordante, présente du début à la fin de la pièce, dans chaque personnage et chaque situation:
- Charles Mouton: l'autre jour je vois votre photo, « ménagères soviétiques faisant la queue devant un magasin d'alimentation » et j'ai la stupeur de constater que certaines de ces femmes sourient, que toutes portent des souliers Des souliers à Moscou! Il s'agissait évidemment d'une photo de propagande soviétique que vous avez prise par erreur pour une photo de l'AFP. Des souliers! Mais bon dieu de bois,il fallait au moins leur couper les pieds! Des sourires! En URSS! Des sourires ![45].
- Jules Palotin: je ne pouvais pas leur couper la tête.

Juste après, le contexte de ces deux répliques est affirmé, Charles Mouton reprochant surtout à Palotin un manque de sensationnalisme. Sartre fait au passage allusion à la contribution de Viatcheslav Molotov au contexte géopolique de détente est-ouest.
- Charles Mouton: Votre journal est mou ! Tiède ! Fade! Larmoyant ! Hier encore, vous avez parlé de la paix ![46].
- Jules Palotin: Non !
- Charles Mouton: Si, à la une !
- Jules Palotin:  « ce n’est pas moi, c’est Molotov, je n’ai fait que reproduire son discours [46].

Victime d'un purge de Staline aux débuts de la guerre froide en 1949-1953, Viatcheslav Molotov avait retrouvé après sa mort son poste de ministre des Affaires étrangères de l'URSS, pour mettre en oeuvre la  de détente est-ouest voulue par Khrouchtchev jusqu'en 1955 ne s'opposant à lui qu'après la réconciliation USS-Yougoslavie de juin 1955, en jugeant aussi que la déstalinisation va trop loin.
Tout le reste de la pièce est centré sur une dénonciation du maccarthysme à la française, Sartre ayant dans la première version du projet voulu écrire sur le maccarthysme américain, avant de préférer s'inspirer aussi du contexte politique français très particulier du début de 1954.
La très courte (quelques lignes) scène 8 du tableau 5 se termine par Georges, tournant en rond en solitaire, en répétant plusieurs fois « Désespérons Billancourt! », aphorisme cité « à tort et à travers », souvent sans connaître la source ni avoir lu la pièce. Il le fait en chantonnant pour tromper son anxiété, car il vient, lors de la scène précédente, de promettre à Véronique une jeune journaliste qui l'a séduit, mais mis sur le gril, pour jouer de sa fierté, de sauver deux confrères communistes qui risquent la prison en raison des déclaration qu'un journal lui a attribué, les présentant comme des complices du plan d'invasion de la France par l'URSS. Sartre fait référence aux deux longs séjours en prison d'André Stil, rédacteur en chef de L'Humanité, en 1952 et 1963, pour ses éditoriaux contre la guerre d'Indochine.
Georges n'est ni un militant, ni un intellectuel, ni un soviétique. C'est Georges, le héros de la pièce, l'Arsène Lupin des années 1950, un escroc français qui improvise un déguisement en dissident soviétique pour échapper à la prison. Ne connaissant rien à l'URSS et ne parlant pas russe, il s'en sort en inventant un faux plan d'invasion de la France par l'URSS et une « liste des futurs fusillés », véritable refrain de la pièce, qui devient un « club des futurs fusillés », et permet de faire rire le public, car il en joue pour rebondir d'une situation burlesque  à l'autre.
Dans la scène 7 du tableau V Georges reçoit Véronique, sûr de lui, confortablement installé à l'hôtel Georges V. La jeune femme vient dans un seul but, d'abord dissimulé : sauver Maistre et Duval, journalistes communistes, passibles de court martiale pour complicité avec le plan soviétique d'invasion de la France, depuis que Soir à Paris a fait dire à Georges qu'il les connaît. Elle sait le caractère de Georges : pour qu'il accepte de démentir publiquement, il faut le mettre en condition, poser des jalons, ce qui s'étend sur une dizaine de pages. D'abord par la méthode de la douche écossaise, en rappelant qu'elle travaille pour un « journal progressiste » , qui pourrait... révéler l'imposture du faux Nekrassov. Puis elle le rassure, pas question de "publier son vrai nom": "nous manquons de preuves et on ne nous croirait pas" . Puis elle l'inquiète à nouveau :
- Véronique : je suis venue te dire que tu es une ordure[53].
- Georges : laisse les grands mots. Tous les matins L'Humanité me traite de rat visqueux[53].
- Véronique : c’est un tort[53].
- Georges : j’aime te l’entendre dire[53].
- Véronique : tu n’es pas un rat visqueux, tu es une ordure[53].
- Georges : ah, tu m’agaces [53]!

Avant d'accuser Georges de dénonciation calomnieuse, elle doit encore piquer son orgueil, en lui montrant qu'il n'est plus l'Arsène Lupin brillant d'hier, n'exerce même plus une profession libérale, mais exécute juste des basses besognes. Elle ne cherche pas à l'apitoyer ou polémiquer, car il excelle dans la répartie, juste à montrer que c'est son statut social à lui qui n'est plus ce qu'il croyait. La tirade « Il ne faut pas désespérer les pauvres » n'apparaît jamais dans la pièce, contrairement à ce qui sera allégué des décennies plus tard. Véronique amène juste Georges à une réalité : ce sont les riches qui le « paient pour désespérer les pauvres », lui qui était persuadé de se jouer d'eux, en artiste de l'escroquerie. Elle veut qu'il retrouve une fierté en mordant la main qui le nourrit, l'appelant explicitement à être « méchant ». Le mot Billancourt n'a servi à la jeune femme qu'à piquer la fierté masculine, lui tendant un miroir où il apparait à la fois pas drôle et déconnecté des réalités, pour le pousser à sauter lui-même dans le convoi des « sauveurs de journalistes », avec une fébrilité qui irradiera la mini-scène d'après, où il tente en solitaire de retrouver ses esprits en chantonnant « désespérons Billancourt ! ». L'issue victorieuse se dessine quand il réplique : « Le Bien et le Mal je prends tout sur moi : je suis responsable de tout », permettant à Véronique d'abattre sa carte maitresse : le journal du jour, où c'est bien lui qui apparait en misérable délateur. C'est gagné : dans la foulée, il jure qu'il exigera que le journal démentisse
- Véronique : Tu  crois vraiment duper les riches ?[54]
- Georges : Qui paie mes notes de tailleurs et d'hôtel ? Qui paie ma Jaguar ?
- Véronique : Pourquoi paient-ils ?
- Georges : Parce que je leur vends mes salades.
- Véronique : Pourquoi te les achêtent-ils ?
- Georges : Ma foi, cela les regarde. Je n'en sais rien.
- Véronique Ils te les achètent pour les refiler aux pauvres.
- Georges : Aux pauvres ? Qui est-ce qui pense aux pauvres ?
- Véronique : les lecteurs de Soir à Paris, les prends-tu pour des millionnaires ? (tirant le journal de son sac). Nekrassov déclare "l'ouvrier russe est le plus malheureux de la terre". Tu as dit cela ?
- Georges : Oui.
- Véronique : Pour qui l'as tu dit ? Pour les pauvres ou pour les riches ?
- Georges : Est-ce que je sais? Pour personne. C'est une plaisanterie sans conséquence[55].
- Véronique : Ici au milieu des roses. De toutes façons, au Georges V, personne n'a jamais vu d'ouvriers. Mais sais-tu ce que cela veut dire à Billancourt ?

Un peu plus loin, elle asticote à nouveau son orgueil:
- Véronique : On t'as bien eu, mon pauvre Georges!
- Georges : Moi ?
- Véronique : Parbleu, tu croyais voler l'argent des riches mais tu le gagnes. Avec quelle hauteur, l'autre nuit, tu as refusé l'emploi que je te proposais, "moi travailler!". Et bien ! Tu as des employeurs à présent, et qui te font travailler dur.
- Georges : Ce n'est pas vrai ![58]
- Véronique : Allons, allons, tu sais très bien qu'on te paie pour désespérer les pauvres.
- Georges : Ecoute...

La manoeuvre réussit. Peu à peu déstabilisé, Georges s'énervant, veut prouver qu'il n'est pas une marionnette, déclare qu'il a vraiment envie de « détruire le communisme en Occident » et finit par lancer : « Quand à tes ouvriers, qu’ils soient de Billancourt ou de Moscou je les… »,.
- Véronique : tu vois, tu vois Georges que tu commences à devenir méchant[56].
- Georges : bon ou méchant je m’en moque, le Bien et le Mal je prends tout sur moi : je suis responsable de tout.
- Véronique  (lui montrant un article de «Soir à Paris ») : Même de cet article ?[56]
- Georges : bien entendu. De quoi s’agit-il (il lit). « M Nekrassov déclare qu’il connaît parfaitement Robert Duval et Charles Maistre ». Je n’ai jamais rien dit de pareil.
- Véronique : je m’en en doutais, c’est même pour cela que je suis venu te voir.
- Georges : Robert Duval, Charles Maistre, jamais entendu ces noms-là.
- Véronique : ce sont des journaliste de chez nous. Ils ont écrit contre le réarmement de l’Allemagne.
- Georges : après ?
- Véronique : on veut te faire dire que l’URSS les a payés[57].
- Georges : et si je le dis ?
- Véronique : ils sont déférés devant un tribunal militaire pour trahison.
- Georgee : sois tranquille, on ne m’arrachera pas un mot. Tu me crois ?[57]
- Véronique : je te crois. Mais prends garde : on ne se contente plus de tes mensonges ; on commence à t’en attribuer que tu n’as jamais fait.
- Georges : tu parles de cet entrefilet ? C’est un subalterne qui aurait fait du zèle. ; je lui ferai laver la tête. Je vois Jules tout à l’heure et je lui ordonnerait de publier un démenti…[57].
- Véronique : fais ce que tu peux.
- Georges : c’est tout ce que tu as à me dire.
- Véronique : c’est tout[57].
- Georges : bonsoir.
- Véronique : bonsoir (main sur le loquet de la porte). Je te souhaite de ne pas devenir trop méchant[60].

Georges Valera est ensuite confronté au personnage de Demidoff, un vrai transfuge soviétique, réfugié depuis des années à Paris, qui le démasque car il avait en URSS connu le vrai Nekrassov. La DST le démasque aussi mais lui demande de continuer à dénoncer publiquement les deux journalistes communistes, le menaçant de torture s'il refuse, autre satire très aggressive du maccarthysme à la française, thème central de la pièce. Mais Demidoff n'a plus peur de rien quand il a bu, mettant la pagaille, ce qui permet aux deux héros, Véronique et Georges, de s'échapper plusieurs fois.

### Les critiques contre de la pièce de théâtre  Nekrassov
Aucun des articles critiquant en 1955 Nekrassov, n'accuse Sartre de plaider la dissimulation des crimes politiques en URSS. Comme la pièce, les reprochent concernent la France, menacée par un plan d'invasion soviétique, risque que Sartre ne devrait pas se moquer, quand il choisit comme thème central la pièce. Elle « peut être très légitimement jugée dangereuse et même toxique, car elle tend à porter au compte d'une hystérie publicitaire ou d'un maccarthisme imbécile, les inquiétudes trop légitimes que nous pouvons entretenir quant au destin des pays libres », écrit ainsi dès premières représentations Gabriel Marcel
. Le même reproche sera fait un demi-siècle plus tard par la spécialiste de la Russie Cécile Vaissié. « Peut-il traiter avec un ton aussi léger et moqueur de problèmes, politiques et humains, aussi graves que la défection de hauts fonctionnaires et leurs révélations sur les crimes commis par les dirigeants soviétiques », y écrit-elle, mais en jouant sur la confusion des dates, pour laisser entendre, sans l'écrire, que le thème de Nekrassov serait l'affaire Kravchenko et « ridiculisait les opposants à l’URSS » dans une « tentative pour donner un second souffle » aux attaques que l’URSS avait « commandité contre Kravtchenko ». En réalité, reconverti dans la prospection minière au fond du Pérou, Kravchenko a en 1954 disparu de toute actualité, après être devenu antimaccartyste depuis 1950 et subi les dernières menaces soviétiques en 1950.
Autres inexactitudes de cet article de 2021, « Jules Palotin semble inspiré par Pierre Lazareff », simple infox de L'Aurore du début 1955 effacée dès la première représentation, et une rédaction de la pièce « après » le premier voyage de Sartre en URSS de juin 1954, alors que ce fut principalement en 1953, dans sa première version, pour dénoncer le maccartysme américain, puis réécrit début 1954 pour recentrer la dénonciation sur l'élection partielle de mars 1954 en France, plusieurs mois avant de partir en URSS. "Les caractéristiques matériel (papiers, tracés) et les ressemblances pour le contenu intellectuel et certaines formulation" indiquent plutôt une "rédaction rapide", entre celle de Kean et le second semestre 1953, période de textualisation de son autobiographe, selon le critique littéraire Pierre-Marc de Biasi. L'idée a selon lui probablement émergé en juin 1952 lors du voyage à Venise de Sartre, marqué par sa colère contre l'emprisonnement prolongé d'André Stil et Jacques Duclos, qui bouleverse toutes ses priorités d'écrivain, désormais obsédé par le maccartysme. Les historiens se basent sur les deux manuscrits retrouvés à la Bibliothèque nationale par Michel Contat, l'un de 36 pages, issu d'un dossier sur la pièce Nekrassov, et l'autre de 33 pages, oublié chez Jean Cau, et dans laquelle la mention "Scénario sur MacCarthy" apparait, ainsi que des feuillets sur l'"affaire Abraham Feller": le principal conseiller juridique du dirigeant norvégien Trygve Lie a été poussé au suicide, le 13 novembre 1952, par les "enquêtes sur la subversion communiste à l'ONU", en pleine montée du maccartysme. Marcel Péju y a consacré un article dans Les Temps modernes de mars 1953: le Maccartysme triomphant déborde alors des États-Unis, en visant des fonctionnaires d'organisations internationales d'autres nationalités. La première version de la pièce a une intrigue se déroulant à New-York vers 1952 et  personnage principal a le même nom, le même employeur et les mêmes soucis qu'Abraham Feller.

## Interprétations ultérieures

### En 1956 et 1962, Jean Kanapa pourfend les théories visant le PCF
L'aphorisme apparait dans le champ politique dès la fin 1955, quand la coalition du Front républicain, menée par Pierre Mendès France et le Parti socialiste, menace de prendre des voix au PCF aux législatives du 2 janvier 1956, notamment à Paris.
Le Front républicain est soutenu par un vieil ami de Sartre, l'écrivain Maurice Merleau-Ponty, recruté par L'Express, qui vient de faire sensation en publiant en mai 1955 Les Aventures de la dialectique, ouvrage purement théorique, ne disant rien de l'URSS mais analysant Weber, Lukács, Lénine, Trotsky et Sartre pour inventer le concept en vogue de « pensée hyperdialectique », attaquant à la racine le fonctionnement du PCF. Ce dernier contre-attaque par la brochure Les mésaventures de l’anti-marxisme, en pleine campagne électorale, dénonçant une « tentative, idéaliste et révisionniste, de fonder philosophiquement et l’anticommunisme et le mendésisme ».
La brochure est confiée à l'écrivain Roger Garaudy,, qui a succédé à André Marty, la prestigieuse tête de liste du PCF en 1951 à Paris, victime depuis d'une "purge". Quelques 2000 communistes sont ainsi convoqués en novembre 1955 au Palais de la Mutualité par Jean Kanapa, responsable de la « section des intellectuels », pour nourrir cette brochure par des contributions contre Maurice Merleau-Ponty,,, dans une espèce de « procès » symbolique,. Dans l'un des discours, Jean Kanapa glisse, selon l'historien Ian Birchall  :

« nous ne voulons pas qu'ils fassent désespérer Billancourt »

Jean Kanapa ne parle pas alors de l'URSS, mais des élections toutes proches, en France, où « face au progrès des forces démocratiques », la droite, « se sert avec abondance de la démoralisation, du scepticisme, du prêche de résignation ». Billancourt y est cité comme un maillon d'une chaîne sociologique plus large: « la bourgeoisie cherche notamment à neutraliser cette partie des classes moyennes, ces intellectuels qui pourraient devenir contre elle les alliés de la classe ouvrière », poursuit Jean Kanapa. Ce dernier est à l'époque encore méfiant envers Sartre, qu'il juge coupable de rester sympathisant de l'auteur David Rousset, dénonciateur du goulag en 1949 et 1950, mais pardonne à Sartre car il cherche même à l'amadouer. En pure perte: Sartre ne vient pas à La Mutualité. Et le 2 janvier la liste de Roger Garaudy (PCF) n'obtient que 32%, stagnant par rapport 1951, talonnée par les près de 30% du Front républicain.
Sartre avait lui fait « sécession amicale » avec Maurice Merleau-Ponty en 1953, s'étant rapproché du PCF « au lendemain des grèves de mai 1952 » contre l'emprisonnement du rédacteur en chef de L'Humanité André Stil, mais continuant à ferrailler sur certains points avec le PCF. Ce fut en particulier le cas avec le même Jean Kanapa, qui en février 1953 dans La Nouvelle Critique traite de « criminels qui méritent d'être châtiés » les médecins juifs d'URSS exécutés après avoir été accusés de comploter contre Staline. Kanapa avait l'année suivante visé l'écrivain Dionys Mascolo, auteur d'un livre exprimant une volonté de penser différemment le communisme,, traité en février 1954 d'ennemi de la classe ouvrière, dans dans le même hebdomadaire du PCF, via un article commandé par Jean Kanapa à Annie Kriegel. Sartre défend immédiatement Mascolo dans son journal Les Temps modernes et en retour Jean Kanapa le traite d'"intellectuel-flic" dans L'Humanité, ce à quoi Sartre répond,,, :

« Il faut plus d'un Kanapa pour déshonorer un parti... Si je suis un flic, vous êtes des crétins... Et le seul crétin, c'est Kanapa »

La déstalinisation est alors en cours, un an après la mort de Staline début 1953. Depuis 1950, aucune personnalité non communiste n'est venue en URSS et Moscou espère maintenant la visite d'occidentaux, comme Pierre Lazareff, patron de France-Soir et Sartre, qui tous deux accepteront au printemps 1954. Vexé, Jean Kanapa fut obligé de manger son chapeau et se rétracter,, Moscou exigeant l'apaisement, auquel la direction du PCF a intérêt aussi, sa priorité étant l'éviction d'Auguste Lecoeur. Ce dernier, rival de Maurice Thorez à la direction du PCF venait de ramener de Moscou à l'été 1953 la consigne de mettre fin au culte de la personnalité de Maurice Thorez, opposé à la déstalinisation.
En URSS, Jean-Paul Sartre, malade, passe la moitié du séjour à l'hôpital de Moscou. De retour en juin, réticent à s'exprimer sur ce voyage, il décide finalement en juillet d'encourager les communistes français à accepter la déstalinisation, par une interview de deux heures à Libération, qui tourne au fiasco: le journaliste lui propose de la relire, puis tarde. Sartre est déjà reparti à l'étranger, son secrétaire qui valide une transcription contestée, assortie d'un gros titre déformant ses propos. Au printemps suivant, en juin 1955, Sartre est interviewé par Le Monde juste après la sortie du livre de Maurice Merleau-Ponty, avec qui il avait cosigné en 1950 un article saluant les révélations sur les camps de concentration en URSS, et il répond:

« Si j'étais convaincu de la vérité de faits nouveaux, quand même leur révélation pourrait-elle d'aventure gêner le PCF, je les révélerais (...) nous continuerions de nous entendre sur d'autres points communs »

En 1962, le même Jean Kanapa, en disgrâce au PCF, tente à nouveau une réconciliation avec Sartre, sur le terrain de la théorie: un livre à la diffusion confidentielle, jugé « érudit » par les experts, car passant au peigne fin des siècles de doctrine sociale de l'Église, sans parler de l'URSS non plus. Jean Kanapa y écrit que: 

« de toutes les idéologies dont la signification objective est de désespérer Billancourt, selon le mot de Jean-Paul Sartre, la doctrine sociale de l'Église est celle qui pour justifier cette désespérance emploie l'argument le plus péremptoire : Dieu l'a voulu »

### En 1972, une allusion à la formule d'Emmanuel Mounier en 1946
En 1972, comme Jean Kanapa en 1955 et 1962, le philosophe suisse Eric Werner, de l'Institut Raymond Aron, assimile « désespérer Billancourt » à la critique de l'action du PCF en France, pas à celle de l'URSS. Eric Werner analyse l'anticommunisme découlant des révélations des années 1930 sur les crimes de Staline pour rappeler que par la suite il « devint vite problématique » juste après la guerre, au moment où PCF devint le 1er parti à gauche avec près de 29% des voix en novembre 1946: « sans doute ne pouvait-on nier le caractère totalitaire du système soviétique », comme avant la guerre, mais à condition désormais de lui réserver ses flèches car « diriger ses flèches sur le PCF », isolé ensuite dans l'opposition dès 1947, « atteint dans sa chair même l'espoir des désespérés et dans sa force leur silencieuse armée ».
Eric Werner, précise citer l'opinion d'Emmanuel Mounier, via un extrait des "Carnets de route" confiés par ce dernier à son éditeur, juste avant de décéder en mars 1950, sous le titre "Espoir des désespérés". Le fondateur de la revue Esprit y regroupait, entre autres, ses quatres commentaires de la doctrine de quatre "grands maîtres", André Malraux, Albert Camus, Georges Bernanos et Jean-Paul Sartre. Emmanuel Mounier aurait plus précisément écrit cette phrase en février 1946, période où le PCF occupe une place importante au gouvernement et où Sartre, pourtant disciple d'Emmanuel Mounier, est déjà antisoviétique mais aussi anticommuniste. Emmanuel Mounier n'a cependant donné ces "carnets" à son éditeur juste avant son décès, en 1950, période d'énormes divisions à gauche et de répression des mouvements anti-guerre d'Indochine.
Emmanuel Mounier y assignait aux intellectuels le devoir moral d'assurer plus qu'une « une présence fraternelle au monde ouvrier », une « une cohésion de la force politique » de gauche. L'éditeur n'a publié ces Carnets de route qu'en 1953, période où Sartre, cofondateur en février 1953 du "comité d'action des intellectuels pour la défense des libertés", présidé par le député SFIO Paul Rivet, s'est engagé contre le maccartysme.

### En 1973 sur RMC, un appel à relancer le pouvoir d'achat pour ne pas désespérer
En mars 1973, un éditorial à l'antenne de RMC du directeur Jean-Michel Royer", ancien attaché de presse de ministres de droite, conseille au Premier ministre gaulliste Pierre Messmer d'éviter un nouveau Mai 68 l'année suivante, en s'inspirant sans tarder de mesures sociales du programme commun de la gauche, qui vient de gagner 86 sièges aux législatives de mars 1973 et devancer de 4 points la droite au 1er tour.
« Il ne faut pas désespérer Billancourt » disait à peu près Jean-Paul Sartre dans une pièce de théâtre", claire allusion à Nekrassov, souligne son éditorial, qui reconnait n'avoir pas vérifié la citation.
« Il ne faut pas non plus désespérer de la gauche, en la condamnant à perpétuité à une sorte d'exil, ou alors, si l'on n'admet pas ses hommes au pouvoir, il faut au moins réaliser la meilleure des aspirations qu'ils portent », ajoute l'éditorialiste, dans cet appel à relancer le pouvoir d'achat des classes populaires.

### Février 1975 chez Bernard Pivot, la confusions duMonde
En février 1975, c'est aussi à une heure de grande écoute, dans Apostrophes, magazine littéraire lancé un mois avant, émission de Bernard Pivot diffusée en direct sur Antenne 2, chaque vendredi soir, que l'expression est attribuée à Sartre, dans une idée proche de celle de 1973, l'action des communistes qui se « battent à l'Occident » pour le pouvoir d'achat des classes populaires, via les propos de l'ex-journaliste Dominique Desanti. Mais des maladresses dans le compte-rendu de l'émission par le quotidien Le Monde vont partiellement brouiller le message.
Dominique Desanti avait éreinté Sartre en 1946 dans la presse communiste puis couvert les procès staliniens de 1949-1950, notamment celui en décembre 1949 du leader bulgare Kostov, exécuté alors qu'il venait de révéler à la presse étrangère que ses aveux avaient été extorqués. Envoyée spéciale de l'agence de presse communiste UFI, à Sofia, capitale de la Bulgarie, elle avait ressenti cette extorsion comme vraisemblable,,, mais sans oser rapporter ses propos aux clients de l'UFI, malgré les encouragements des journalistes non-communistes, présents aussi au procès, ayant du mal à imaginer, et surtout écrire, qu'il puisse avoir été torturé par des communistes puis n'avoir vraiment réalisé que trop tard, après son exécution. En février 1975, elle raconte ces remords dans son livre Les Staliniens, qui donne son titre à l'émission spéciale d'Apostrophes où elle est invitée.
Dominique Desanti y raconte le choc de découvrir en plus une coïncidence entre la condamnation à mort de Kostov et la publication anticipée du livre-réquisitoire que le PCF lui avait réclamé en 1949, contre un autre dirigeant communiste d'Europe de l'Est visé par Staline. Puis elle répond à une question de Bernard Pivot sur un autre époque, la déstalinisation du milieu des années 1950 après la mort de Staline. Travaillant désormais à Paris pour L'Humanité, elle ne couvrait alors plus l'Europe de l'Est pour l'UFI, mais participait à la déstalinisation littéraire en 1955, via la visite d'écrivains y participant en URSS. Dominique Desanti répond ainsi à la question sur la mort de Staline en apportant une anecdote personnelle:

« "Très vite après, l'idole a commencé à s'écorner, à s'effriter, pour moi du moins, et ce qui s'est passé c'est que des gens que je connaissais depuis 1945 dans les Démocraties populaires et que je considérais comme des amis, qui m'avaient dit beaucoup de choses, se sont soudain mis à me parler et à me dire qu'ils avaient été dans des camps et des prisons soviétiques. Je ne sais pas si vous pouvez imaginer l'effet que ça peut faire, j'étais absolument hors-de-moi et leur disais pourquoi ne pas m'avoir pas dit ça avant ? Et eux répliquaient, tu te battais à l'Occident, on ne voulait pas t'enlever ton courage, comme Sartre le dira plus tard, ne pas désespérer Billancourt... et Billancourt dans ce cas précis c'était moi, alors je commençais à me poser des questions" »

Le propos concerne clairement le combat en Occident de Dominique Desanti, mais une ambiguïté dans le compte-rendu de l'émission dans Le Monde suggère qu'elle parlerait de Sartre plutôt pour justifier ses dissimulations de 1949, à l'époque où elle couvrait les procès en Europe de l'Est pour l'UFI, alors qu'elle exprime au contraire sa colère que ses amis de l'Est aient préféré pendant des années se taire et précise bien que c'est « plus tard » que Sartre parlera de désespérer Billancourt, mention omise dans Le Monde.
Le compte-rendu du journal introduit ses propos, mais sans les transcrire, en évoquant bien la période 1955-1956 dont a parlé Dominique Desanti, mais sans le dire clairement, et en terminant par une question d'une dizaine de mots faisant penser, elle, au livre de Victor Kravchenko publié en 1946, la réaction des communistes, persuadés d'un faux créé par la « presse bourgeoise »:

« La réconciliation entre l'URSS et la Yougoslavie, la fameuse embrassade sur l'aérodrome de Belgrade, le rapport intérieur de Khrouchtchev au XXe congrès, les récits tardifs de ses amis polonais - pourquoi s'étaient-ils tus si longtemps ? Elle cite ce mot accablant de Sartre : "pour ne pas désespérer Billancourt...,  ces récits confirmés par le New York Times et Le Monde... Comment prêter foi à ce que raconte la presse bourgeoise, la presse ennemie ? »

Sartre apparait ainsi comme responsable de l'autocensure des amis de Dominique Desanti en Europe de l'Est, qui date pourtant de bien avant le rapprochement partiel de Sartre avec le PCF, Dominique Desanti précisant de plus qu'il n'a écrit Nekrassov que « plus tard », et qu'en disant « Billancourt » elle parle en fait seulement d'elle-même, et de sa couverture de l'Europe de l'Ouest.
L'auteur de l'article du Monde est Claude Sarraute, épouse de Jean-François Revel, qui dès 1957 avait fustigé Sartre dans son « réjouissant jeu de massacre », Pourquoi des philosophes,, et qui sera promu trois ans après directeur de L'Express par le milliardaire 'Jimmy Goldsmith, aux « sympathies giscardiennes ».
Dominique Desanti n'est pas non plus l'amie de Sartre. Dans un article d'août 1948, elle comparait son journal au « national-socialisme » allemand, le jugeant « réactionnaire » et « rétrograde ». Elle n'a quitté le PCF qu'après le massacre de 1956 à Budapest, perdant amis, emploi et complicité de son conjoint.
Les Staliniens fera l'objet d'un compte-rendu de lecture d'Alain Duhamel dans Le Monde en avril 1975, sans revenir sur l'article confus de février.

### Octobre 1975, la revueContrepointreparle des années 1945-1947
En octobre 1975, quelques mois après l'émission d'Apostrophes, la revue libérale Contrepoint, fondée par Patrick Devedjian en mai 1970, peu après son départ du groupuscule Occident, publie les « bonnes feuilles » d'un livre de Simon Leys dénonçant « la fascination des intellectuels français pour la Chine »,. C'est l'occasion d'une seconde confusion entre les deux époques, celle des révélations de Kravchenko en 1945-1947 et celle de Nekrassov, la pièce écrite par Sartre en 1955. Un passage de l'article se réfère en effet à première époque qui remonte alors à une trentaine d'années:

« Il y a trente ans, quand les mandarins de la Gauche furent confrontés aux preuves de l’existence des camps staliniens, ils furent plongés dans un grand dilemme : à révéler la vérité, ne risquait-on pas de désespérer la classe ouvrière ? »

L'article n'évoque jamais le nom de Sartre mais poursuit en ironisant sur le fait que « le danger aujourd’hui est moins de désespérer Billancourt que de désespérer Tel Quel », référence à l'hostilité de la revue Tel Quel, de l'ex-maoïste Philippe Sollers et les « quelques incidents notables avec les maoïstes », à la faculté de Vincennes en 1971, où ceux-ci étaient venus « détruire les stands » où se vendait le premier livre de Simon Leys, les mêmes maoïstes étant venus « distribuer quelques coups de poings » aussi à sa maison d'édition, selon son fondateur Gérard Guégan. Simon Leys s'était aussi plaint des discriminations subies  dans le petit monde de la sinologie française, pour délit de lèse-maoïsme. L'année précédente, le livre Sept ans dans un camp de travail en Chine de Jean Pasqualini avait déjà sensibilisé l'opinion et Contrepoint s'était fait connaitre dès 1973 en publie en article d’ouverture un texte d'Alexandre Soljénitsyne, « Paix et violence, l’hypocrisie de l’Occident», que Georges Liébert l'un des fondateurs, s'était procuré auprès d’un journaliste travaillant à L'Express selon qui son journal omettait de le publier.

### Sartre visé par Giscard à l'approche des législatives
Quatre ans ans après son coup d'éclat de 1973, la publication d'un texte du dissident Alexandre Soljénitsyne "anticipant d’un mois" la sortie à Paris en russe de "L'Archipel du Goulag", la revue libérale Contrepoint est fragilisée en 1976-1977 par « une bataille entre la propriété » de Patrick Devedjian « et la rédaction », où Jean-Claude Casanova et Raymond Aron partent avec d'autres contributeurs prestigieux fonder en janvier 1978 un concurrent jugé plus sérieux, la revue Commentaire, désormais qualifiée de « revue aronienne ». Tentant de survivre, Contrepoint sera le premier média à affirmer que Jean-Paul Sartre voulait intimer le silence aux critiques de l'URSS par un refus de « désespérer Billancourt », sans fournir la moindre citation datée. Le Monde dénonce alors immédiatement:

« Des formules tronquées comme la peur (alléguée) de désespérer Billancourt »

Le propriétaire, Patrick Devedjian, avait d'abord proposé sans succès à Raymond Aron de racheter sa revue puis rencontré à l'été 1977 Valéry Giscard d'Estaing, peu après son échec aux municipales à Anthony, le président de la République lui proposant de la transformer en organe militant, pour « lutter dans les milieux intellectuels contre l'union de la gauche »,. Le PCF y a créé en 1974 le malaise par ses réactions au livre d’Alexandre Soljenitsyne sur le goulag, et l'idée est de ternir aussi la gauche non-communiste, dont  Jean-Paul Sartre est en 1977 le symbole.
Dans le numéro 34, daté du premier trimestre 1979, un article à charge le présente comme un « Prix Nobel irascible qui s'est refusé à désespérer Billancourt », l'accusant, sans aucune précision ou référence, d'avoir dissimulé les camps de concentration en URSS, car en parler, « donnerait des armes à la bourgeoisie, au capitalisme et à l'occident ». L'article conclut ironiquement « on se taira donc. Pour ne pas désespérer Billancourt » et cite plus loin un livre publié en 1975 par André Glucksmann, sans aucune précision non plus, estimant qu'il y traite Sartre avec « une ironie navrée » concernant sa réaction aux « révélations de David Rousset » sur les camps de concentration en URSS en 1949. Plusieurs longs passages de l'article, non signé, figurent aussi dans Les Nouveaux primaires, livre publié l'année précédente par le "nouveau philosophe" Jean-Marie Benoist.
Le 21 mai 1979, juste après l'article de Contrepoint, une tribune dans Le Monde du ministre Lionel Stoléru, fidèle lieutenant de Valéry Giscard d'Estaing, brandit un « terrorisme intellectuel » d'origine marxiste, qui aurait été longtemps imposé par Sartre, à qui Daniel Cohn-Bendit aurait eu le courage de dire en Mai 68 « en plein boulevard Saint-Germain », qu'il « ne comprenait rien à ce qui se passait ». L'éditorialiste du Monde répond à ces deux articles trois jours après, en dénonçant une « campagne de dénigrement » que le gouvernement, selon lui, « mène depuis les élections de 1978 contre la gauche intellectuelle », citant aussi un « magazine proche de la majorité », qui a vanté l'année précédente une « grande lessive des idées » et « une forme de "mort" du philosophe », sa « vieille bête noire ». « Sartre existe plus que jamais », la revue littéraire Obliques vient de le rencontrer, ironise Le Monde en saluant un numéro spécial n'ayant « aucun mal à repérer la cohérence » de ses positions, « singulièrement sa méfiance envers le PCF, attestée par les dix volumes de Situations (de 1945 à 1976) ».
Résultat, ni Sartre ni la gauche ne sont plus mentionnés en septembre 1979 quand « désespérer Billancourt » revient pour la troisième fois dans une tribune de ministre dans Le Monde: Jacques Madaule y commente un reportage télé relatant qu'en Guinée-Équatoriale, alors communiste, où on gave de films soviétiques, dont certains sur le coup d'État de 1973 au Chili, et lance:

« Dieu sait ce qu'on n'a pas tû jadis pour ne pas désespérer Billancourt ! »

En octobre 1977, à l'approche des législatives, une tribune du ministre Jean Charbonnel avait plus prudemment impliqué seulement « la gauche », sans mentionner Sartre et en affectant ne vouloir parler de l'avenir plutôt que du Goulag:

« La gauche veut-elle désespérer Billancourt ? Il ne s'agit pas de poser cette question, comme jadis, pour tenter de dissimuler les hontes d'un "goulag", mais pour aller au fond des choses. La gauche veut-elle, la gauche peut-elle, plonger dans le désespoir tous ceux, et d'abord les plus démunis, qui avaient espéré de sa victoire une amélioration de leur sort ? »

Le contexte est l'impopulaire « plan Barre » d'austérité budgétaire de l'automne 1976, qui suscite un raz-de-marée de la gauche aux municipales de 1977 , raflant 61 % des villes de plus de 30000 habitants. Le PS en gagne 37 et le PCF seulement 22, alors que le second avait obtenu un demi-million de voix de plus que le PS aux législatives, ce qui « intensifie la concurrence » et les divisions au sein de la gauche, avant la victoire attendue aux législatives de mars 1978: dès mai 1977, le PCF exige la renégociation du programme commun.
Le 6 mai 1977, La Lettre de l'Expansion révèle que Valéry Giscard d'Estaing (VGE) s'intéresse de près,, au « Nouveaux philosophes », invités à la télévision, « précisément au moment où commence » cette « pcrise la plus sérieuse au sein de l’Union de la gauche », selon Michael Scott Christofferson, professeur d’histoire contemporaine, ce que VGE confirmera dans le deuxième tome des ses mémoires,.
Du « prodigieux couple d'amoureux déçus, Aron et Sartre », VGE espère alors qu'« ils se détestent à présent » expliquera dans les siennes le journaliste Olivier Todd. Espoir déçu: Aron et Sartre plaideront de concert pour les boat people le 20 juin 1979, à l'hôtel Lutétia, devant les télévisions du monde entier, ,. Le soir, aux journaux télévisés, « on ne voit que Sartre », interviewé aussi au 13 heures de TF1 et reprochant sur RTL au gouvernement français de n'en faire pas assez. Dès le 30 septembre 1977, jour de réception à l'Élysée du leader soviétique Léonid Brejnev, il avait dirigé avec Simone de Beauvoir l'accueil par le "Tout-Paris contestataire", au théâtre Récamier,, du "Tout-Moscou dissident" puis en février 1979 encouragé la participation du Prix Nobel de littérature Heinrich Böll à une version allemande d'"Un bateau pour le Vietnam", dans un entretien au journal allemand Deutschlandfunk.
François Mitterrand est lui revenu à Billancourt quatre jours avant le 1er tour des législatives 1978, espérant répéter son "coup de maître" de la campagne présidentielle 1965: dix mille ouvriers l'écoutant et votant à main-levée une motion pour l'union de la gauche. Mais cette fois il ne parle plus du toit du local syndical CGT, mais de l'extérieur de l'usine, au sol, dans une relative « cohue », notée par la première chaîne de télévision, alors étroitement contrôlée par le gouvernement. Le reporter, Bruno Masure, attribue la citation « ne pas désespérer Billancourt » à Jean-Paul Sartre, se refusant à préciser le sens, devant les millions de téléspectateurs du journal de 20 heures, au moment où Valéry Giscard d'Estaing espère qu'elle servira à désigner une forme de cécité aux atteintes aux droits de l'homme en URSS, thème sensible ces années-là dans l'opinion. Implicitement, c'est le même sens que sur RMC en 1973, ne pas décevoir les attentes de progrès social, sans aucune allusion à l'URSS.
Quatre jours après, la large victoire de la gauche annoncée par les sondages a bien lieu au 1er tour, mais sans le « raz de marée escompté », la droite reprenant de peu l'avantage au second. Pour les giscardiens, le risque n'est pas pour autant écarté car la présidentielle de 1981 n'est plus très loin. Patrick Devedjian a lui échoué à se faire élire député, devancé de peu au 1er tour, dans 13e des Hauts-de-Seine, par le sortant UDF. Devenant ensuite moins actif au RPR, dont il avait rédigé les statuts en 1976, il se réconcilie avec le giscardien Alain Madelin, devenu un député et comme lui un ancien du mouvement d'extrême-droite Occident.

### Désespérer Billancourt au sens de diviser la gauche
L'expression est peu après massivement utilisée dans un sens très différent, pour critiquer des divisions au sein de la gauche ayant désespéré son électorat et causé l'échec imprévu du second tour des législatives 1978. Dès février 1979, une analyse du professeur Maurice Duverger souligne les difficultés à déployer une politique social-démocrate, dans un pays où les communistes ont 20 % des suffrages. Maurice Duverger avertit aussi qu'il faut quand même un programme modéré pour le PS, car à « trop penser qu'il ne faut pas désespérer Billancourt, on finit par confondre l'espérance et l'illusion ». Le voyage à Moscou de Georges Marchais, qui ne critique « pas un iota de la politique étrangère soviétique » après l'invasion de l'Afghanistan le 25 décembre 1979, contribue au désespoir de Billancourt, observe le 8 janvier 1980 l'historien communiste Jean Elleinstein, entré en dissidence avec son parti. L'économiste socialiste Pierre Uri utilise la même expression peu après, en mai 1980, pour dire la même chose: selon lui « que le parti communiste applaudisse l'envoi des tanks (...) il y a de quoi désespérer Billancourt ». En mai 1980 aussi, Le Monde publie  une tribune du professeur Pierre Fougeyrollas accusant cette fois le parti communiste de vouloir « accomplir une mascarade » : une délégation conduite par Maxime Gremetz va « assister au Te Deum qui sera chanté, en présence du pape et du gouvernement, à Notre-Dame de Paris », et ainsi isoler « les francs-maçons du Parti socialiste », attisant les divisions à gauche, ce qui selon lui aboutira à « désespérer Billancourt » par la réélection de Valéry Giscard d'Estaing l'année suivante. Ces trois intellectuels de gauche réputés prennent ainsi volontairement le contrepied, sans la citer, de la théorie émise l'année précédente par Lionel Stoléru, dans le sillage de la tribune de Jean Charbonnel à l'approche des législatives: c'est au contraire dissimuler la réalité communiste qui désespère, divise, et personne à gauche n'y a intérêt. Jean Elleinstein avertit que même les disputes entre leaders socialistes, référence au duel Rocard-Mitterrand, sont très mal jugées, tandis que les mouvements sociaux sont pénalisés par « l'état politique de la gauche », et rappelle le « succès de la pétition pour l'union de la gauche ».
« Pour beaucoup d'électeurs, rompre l'union de la gauche et même seulement élever le ton contre une des principales forces qui la composaient, c'était à de nombreux égards "désespérer Billancourt" », soulignera ensuite son livre de 1981. L'expression est utilisée dans le même sens par un autre livre de 1981, pour dénoncer « la logique mortifère de la désunion de 1977-1978, où socialistes et communistes ont rivalisé d'efforts pour désespérer Billancourt » puis en 1985 par celui de Pierre Daix, un ex-dirigeant de la presse communiste et collègue de Dominique Desanti aux débuts de la guerre froide qui propose lui, comme Maurice Duverger en 1980, de ne pas trop concéder au PCF sur le plan économique, car il faut « parfois désespérer Billancourt ».
Entre-temps, en 1984, au beau milieu du premier livre d'André Comte-Sponville, Traité du désespoir et de la béatitude, un bref clin d'oeuil humoristique, avait glissé une offre de sortie de ce débat, sans citer Sartre, ni l'URSS, ni l'économie, juste pour dire que pour être « heureux », il faut « abandonner toute attente et toute illusion », dans tous les domaines, de la santé à la religion, sans rien attendre de l'avenir.

### Années 1980 et 1990: du désespoir à l'éradication
« Désespérer Billancourt » est selon la professeure de littérature américaine Kristine Ross, un "slogan familier de solidarité entonné dans les années 1960 et 1970", qui par métonymie désigne la classe ouvrière. Mais la part des ouvriers dans la population active française recule ensuite, passant de 39% à 29% entre 1975 et 1990: ils deviennent peu à peu un "non-lieu", un "continent noir", selon les sociologues. Réclamée dès 1985, la fermeture en 1992 de Billancourt « cette "forteresse", laboratoire social en son temps, n'est-elle pas le symbole de l'effacement d'une classe, d'une conscience? », demande l'un d'eux en 1997. Les murs ne seront abattus qu'en 2004 et remplacés seulement en 2017, par une cité de la musique.
Lors du tournant de la rigueur de 1982-1983, est apparue une thèse contestée: à Billancourt comme ailleurs, le recours à la main d’œuvre étrangère aurait freiné l’innovation et l’investissementet causé un vieillissement de l’appareil industriel. Pour « ne pas désespérer Billancourt, on a fait venir des immigrés, des femmes » dès le milieu des années 1970, dans une « tactique de contournement des forces ouvrières organisées » et ainsi, dès le début des années 1980, les représentations classiques de la classe ouvrière furent « déstabilisées par celles des chômeurs, intérimaires et autres hors-statut », toutes « ces figures qui s’élargissent avec la crise », et « on la dit coupée en deux, on lui fait même ses adieux », estime dès 1983 un ouvrage de deux sociologues proches de la CFDT. Critiques du syndicalisme traditionnel, il l'accusent de s'être « retranché dans ses forteresses ouvrières », à l'écart d'un « nouvel espace productif qui déborde largement le cadre du rapport salarial traditionnel centré sur la branche et l’entreprise ».
En mai 1987, sur 13000 salariés, Billancourt comptait environ 5000 Maghrébins. Les grèves d'ouvriers immigrés qui avaient touché Renault en 1971-1973, concernent dix ans plus tard surtout l'usine Citroën d'Aulnay-sous-Bois et celle de Talbot à Poissy, avec dans les deux des affrontements entre ouvriers, des ministres socialistes multipliant, dès janvier 1983, les dénonciations d'une influence extérieure ou religieuse, dans le sillage d'une une note interne à la direction du groupe automobile, 16 juillet 1982. "L'affaire Talbot" sert ainsi à justifier les premières restructurations dans l'automobile en 1983-1984. Depuis Mai 68, un « air du temps » a « troqué comme héros les ouvriers contre les immigrés » et amène à « désormais désespérer Billancourt mais pas Ouagadougou », écrira à ce sujet en 1998 Eric Zemmour, alors journaliste au Figaro
Le Monde a révélé, en février 1985, qu'au gouvernement beaucoup « souhaitent qu'on en finisse avec une espèce de cogestion chez Renault », entre la CGT et le PDG Bernard Hanon, lui-même contesté par son adjoint Pierre Eelsen, proche du Parti socialiste, et que la CGT aurait accepté son départ contre un désinvestissement aux États-Unis, où la filiale AMC a représenté en 1982 deux-tiers des pertes de Renault et perdra au total 500 millions de dollars en cinq ans. La "forteresse" de Billancourt n'utilise alors plus ses capacités de production qu'à 70%, subissant aussi la baisse de ses ventes en France face au « succès exceptionnel de la 205 Peugeot », ou encore en Italie et en Espagne, deux pays qui ont massivement dévalué leurs monnaies.
Un peu plus tard on apprend que le groupe a perdu 14,5 milliards de francs sur l'année précédente. En juin 1986, le nouveau PDG Georges Besse confie qu'il annoncera à la fin du mois un millier de départs, principalement à Billancourt, ce qui se concrétise par les premiers licenciements « secs » depuis des décennies, préfigurant la future fermeture de Billancourt. Fin juillet 1986, des militants CGT entrent dans les bureaux de la direction pour protester . Parmi eux, dix sont licenciés, dont le gendre de Georges Marchais, numéro un du PCF. Pendant trois ans, CGT et PCF vont organiser, la majorité de leurs actions médiatiques autour de ces "Dix de Renault", sans succès: en décembre 1989, la Cour de cassation confirme leur licencient, un mois après l'annonce officielle de la future fermeture du site. Ces trois ans de mobilisations ont été peu suivis, les salariésayant plutôt « tenté de démontrer la productivité de leur usine », selon la sociologue Virginie Linhart, fille de Robert Linhart, du groupe maoïste qui, selon l'enquête publiée en 2008 par le romancier Morgan Sportès avait nourri le conflit ayant dérivé vers la mort de Pierre Overney en février 1972.
Un an après la fermeture définitive de l'usine en 1992, Aurélie Filipetti, issue d'une Lorraine, « dévastée par un gigantesque massacre industriel » dans la sidérurgie et les « faux projets de reconversion », fait du site l’un de ses « repères ». « Détruire ces vieux murs, c'est désespérer Billancourt. Tuer la classe ouvrière, une dernière fois » et opérer une « négation de la mémoire » estime "Les Derniers Jours de la classe ouvrière", son roman répliquant le « désir de repeupler les rues désertes et réparer les ruines », exprimé dans "Les Derniers Jours de Pompéi", roman bicentaire de Edward Bulwer-Lytton.
La future ministre de la Culture est ainsi l'un des trois auteurs "dressant des tombeaux de la classe ouvrière" lors de leurs premiers livres, entre 2002 et 2008, observe l'universitaire Xavier Vigna. En 2002, dans Ouvrière, Franck Magloire avait relaté la vie de sa mère chez Moulinex jusqu’à la fermeture de l’usine normande en 1997, puis en 2008 l'historienne Martine Sonnet avait alterné souvenirs familiaux et enquête historique pour honorer son père, père forgeron jusqu'en 1967 chez Renault-Billancourt, également en réaction à la destruction de l'usine, par une "poétique réparatrice voire une écriture de la substitution", rappellant celle d'Aurélie Filipetti, assortie de photographies délibérément voilées: "comme si je n’avais rien vu à Billancourt". L'année suivante, Aurélie Filipetti fait partie des dix auteurs invités par le  journal "L'Humanité", à l'occasion de ses 100 ans écrire une courte pièce évoquant un  événement générique qui les a particulièrement marqués. La sienne évoque Mai 68 avec une banderole "Billancourt en lutte", l'usine en grève se félicitant de la visite de Jean-Paul Sartre, puis les ouvriers sont déçus et surpris quand l "L'Humanité" infléchit sa couverture du Printemps de Prague(février-août 1968) pour atténuer sa condamnation de l'invasion des chars soviétiques.

### En 2007-2008, quatre interprétations erronées deNekrassov, la pièce de Sartre
C'est en septembre et octobre 2007 qu'apparaissent coup sur coup, dans des critiques théâtrales, les deux premières interprétations erronées de Nekrassov, la pièce de Jean-Paul Sartre, en toute innocence car confondant simplement le héros de la pièce éponyme et Victor Kravchenko. Dans une mise en scène rajeunie et raccourcie, la pièce vient en effet d'être jouée tout l'été un peu partout en France par la compagnie Sea-Art de Jean-Paul Tribout, « qui voudrait abolir la frontière entre théâtre intellectuel et divertissement ».
Quelques semaines avant, les journalistes des Échos et de La Tribune ont protesté contre le rachat par l'homme d'affaires Bernard Arnault, témoin de mariage du tout nouveau président de la République Nicolas Sarkozy, par des grèves et manifestations à répétition, en soulignant que "l'indépendance n'est pas du luxe". « Cher Alain (Afflelou, fondateur du réseau d'opticiens du même nom, NDLR), continueriez-vous à lire Les Échos, s'ils étaient rachetés par Optic 2000? » demande une publicité offerte gratuitement par Le Monde, Libération et La Croix.
Les Echos décrivent le 7 septembre « une pièce oubliée » dans laquelle « on vit une satire contre Pierre Lazareff, le patron de France-Soir, et une tentative de vaudeville moderne inspirée par l'l'affaire Kravchenko », deux affirmations pourtant absentes des critiques de presse de l'époque, mais reproduites le mois suivant, par erreur aussi, dans Le Monde, dont l'article évoque un « contexte daté », celui d'une « actualité risible, celle de l'affaire Kravchenko », oubliant que cette dernière remonte en fait à une autre époque, beaucoup plus ancienne que la pièce de 1955: 1946-1949. Le paragraphe précédent précise pourtant le contexte réel, l'année 1954, celle du débat sur le « réarmement allemand » qui voit « les communistes et les gaullistes français » rejeter la Communauté européenne de défense (CED). Les députés socialiste et radicaux, dont la moitié l'ont fait aussi, sont cependant oubliés.
La référence erronée revient quatre mois après, dans un livre publié début 2008 par le philosophe français André Glucksmann et son fils Raphaël Glucksmann, pour justifier leur ralliement quelques mois plus tôt à Nicolas Sarkozy. Elle se glisse dans une longue phrase alambiquée, fustigeant plus généralement la gauche sur la question des émeutes de banlieue de 2005:

« Tout comme Sartre prescrivait, dans Nekrassov, de ne pas désespérer Billancourt en proscrivant d'énoncer la vérité du socialisme réel, que le PCF et la CGT s'employaient à occulter, depuis toujours, le péché, pas mignon du tout, de la gauche fut de pédagogiser à outrance, comme si ceux qu'elle se flatte de représenter n'avaient pas les yeux en face des trous. L'angélisme est contre-productif. Refuser de désigner comme telle une poignée sans foi ni loi, parler des jeunes de banlieue en général, c'est procéder à des confusions insoutenables, celles précisément que la gauche reproche à la police et dont elle se rend coupable ici »

Cette phrase, en début de page 158, est la suite de la diatribe de la page précédente, qui déplore que soit « interdit de nommer un chat un chat et un incendiaire de véhicules habités un assassin potentiel », juste après avoir repris mot pour mot plusieurs paragraphes de la tribune publiée par André Glucksmann dans Le Monde pendant les émeutes de novembre 2005 dans les banlieues, parlant des « tentations terroristes » qui « triomphent quand la haine prend les commandes » et reprochant à la presse d'avoir critiqué Nicolas Sarkozy pour avoir dit le 20 juin 2005, à la cité des 4000 de La Courneuve, qu'il faut « nettoyer au Kärcher la cité ».
Trois mois après, l'ex-dissident russe Alexandre Soljenitsyne, dénonciateur en 1974 du Goulag, décède. Le secrétaire général de l'UMP Patrick Devedjian salue cet écrivain pour avoir, selon lui, amené son peuple « à partager nos valeurs universelles, en étant l'opposé d'un Jean-Paul Sartre cynique qui ne voulait pas désespérer Billancourt ». Lui non plus ne vérifie pas si Sartre a dit quelque chose de proche ou pas dans Nekrassov. C'est dans la revue confidentielle appartenant au même Patrick Devedjian que Sartre avait subi pour la première fois, dans un numéro du début de l'année 1979, l'accusation de vouloir par cette expression déconseiller de parler de la situation en URSS, accusation immédiatement réfutée par Le Monde.
Le lien entre la pièce de Sartre et cet aphorisme est à nouveau catégoriquement démenti après les affirmations de Glucksmann et Devedjian, en 2009 dans le "Petit inventaire des citations malmenées", de Paul Deslamand et Yves Stalloni. Elle ne figure pas dans les 144 citations Jean-Paul Sartre répertoriées par le quotidien Ouest-France. C'est « la phrase que je cite » quand il faut « aller vite et fort » dans les médias, reconnait un an après Bernard-Henri Lévy dans son livre y consacrant un chapitre entier, en confessant que Sartre ne l'a « jamais, nulle part » prononcé, dans « aucun de ses livres, aucun de ses essais ou articles ». L'année suivante, un autre livre d'André Glucksmann, à la diffusion plus confidentielle que celui de 2008, évoque à nouveau l'aphorisme mais cette fois sans la même erreur.
"L'Histoire en citations" dément aussi, mais en tentant de justifier la confusion, alléguant qu'il ne s'agirait que d'une contraction de « Désespérons Billancourt! » et « Il ne faut pas désespérer les pauvres ! », réplique qui ne figure pourtant nulle part dans la pièce de Sartre, sans doute confondue avec celle de scène 7 du tableau V, « Allons, allons, tu sais très bien qu'on te paie pour désespérer les pauvres » , de Véronique, l'héroïne cherchant ainsi à piquer l'orgueil du héros, Georges, un Arsène Lupin habile à détrousser les riches, qui a dû y renoncer et se déguiser en faux dissident soviétique pour échapper à la prison. Cette réplique obtient le résultat recherché: il s'engage devant l'héroïne à exiger un démenti des propos que lui a prêtés un grand quotidien et qui risquent de jeter en prison deux journalistes français pour complicité avec un plan d'invasion de la France par l'URSS,, sauvant ainsi la France d'une dérive vers le maccarthysme, l'unique thème de la comédie de Sartre, selon l'auteur et ses biographes. Ce n'est pas tant le stratagème de Véronique que la « violence de la situation politique » qui explique le retournement complet de Georges au cours de cette seule scène, estimera cependant  la revue Médium en 2012 .

### À partir de 2009, banlieues, islam et bien-pensance
Après les quatre interprétations erronées consécutives en moins d'un an (septembre 2007 à août 2008) de la pièce Nekrassov, par des personnalités célèbres et des grands journaux, les vannes de la créativité s'ouvrent, la citation tronquée servant à toutes sortes de dénonciations d'une bien-pensance jugée coupable de mansuétude envers les banlieues populaires, déjà désignées dans le livre des Glucksmann en 2008.
L'auteur de films militants pro-israéliens Jacques Tarnero, détourne dès février 2009 la citation tronquée d'André Glucksmann, comme lui un ex-pilier du mouvement du 22 Mars de Daniel Cohn-Bendit en Mai 68 à Nanterre. Dans la Revue d’Histoire de la Shoah, la citation devient: « pour ne pas désespérer la Palestine, pour ne pas désespérer la banlieue » puis plus tard dans le mensuel Causeur,: « après ne pas avoir voulu désespérer Billancourt, la bien-pensance ne voulait pas se désespérer du 93 » (département populaire de Seine-Saint-Denis en banlieue nord de Paris), la phrase suivante enchaînant sur « un hiver saharien nourri du sang des mécréants, des juifs et des infidèles ». L'aphorisme deviendra ainsi, « ne pas désespérer le Billancourt musulman », dans un livre sur le djihadisme de Jean Birnbaum, chroniqueur de l'émission C ce soir sur France 5. On « n'avait pas le droit d’être anticommuniste » au nom du « on ne doit pas désespérer Billancourt », et aujourd’hui on « n’a pas le droit de dénoncer l’islamisme » au nom du « on ne doit pas désespérer le 93 », a entre-temps écrit en avril 2012 le magazine d'extrême-droite Valeurs actuelles.
La banlieue parisienne n'est pas la seule visée. Pour Amine El Khatmi, chroniqueur sur CNews et conseiller laïcité de Valérie Pécresse, par ailleurs cofondateur du Printemps républicain et proche du Rassemblement national, c'est surtout Edwy Plenel qu'il faut montrer du doigt: en se refusant à désespérer Aulnay-sous-Bois, Vaulx-en-Velin (banlieue lyonnaise) et les quartiers nord de Marseille, le cofondateur de Médiapart pratiquerait un « discours décolonial » à la recherche d'« une victime désignée à défendre et à chérir comme une action placée en Bourse », dans le seul but de la mobiliser contre « un peuple de salauds blancs dominateurs à vilipender ».
La banlieue était déjà concernée deux décennies plus tôt, en 1998, dans le roman de l'humoriste français  Jean-Hugues Lime, ex-comédien du Théâtre de Bouvard mais qui avait détournée l'expression dans un sens différent, pour saluer joyeusement la soif d'égalité et de promotion sociale de jeunes venus de banlieues populaires par la formule : « C'était à espérer Billancourt, à désespérer Auteuil-Neuilly-Passy ! ».

### En 2015-2017, «il faut» veut conjurer le «il ne faut pas»
A partir de 2015, l'expression est assortie d'un « il faut », comme chez Pierre Daix, mais sans le « parfois » qu'il ajoutait en 1985, ni la touche d'humour d'André Comte-Sponville en 1984, et cette fois pour évoquer toute autre chose que de l'union de la gauche. En octobre 2015, décède l'essayisteAndré Glucksmann, qui aurait « déniaisé » toute une génération « face à la domination intellectuelle du communisme des années 1970, quitte à désespérer Billancourt », affirme l'éditorial non-signé du journal L'Union. Le cinéaste Romain Goupil, ami proche du défunt, déclare alors que ce dernier lui aurait confié qu'il « faut désespérer Billancourt » et prendre ainsi le contre-pied de l'idée attribuée par Glucksmann à Sartre dans son livre de 2008. A l'hiver 1970-1971, venant au secours des militants du groupe maoïste d'André Glucksmann dont beaucoup étaient emprisonnés pour toutes sortes de motifs, Jean-Paul Sartre avait accepté de plaider leur cause dans les médias, par une déclaration d'une vngtaine secondes à Billancourt, amenant avec lui les caméras de l'ORTF, à la demande de Jeannette Colombel, la seule du groupe à connaître son adresse. Jeannette Colombel était alors la belle-mère d'André Glucksmann. Ex- journaliste à l'UFI, dirigée par son mari Jean Colombel jusqu'aux erreurs déontologiques de 1950, elle avait éreintéLe Deuxième Sexe, célèbre essai féministe de Simone de Beauvoir, compagne de Sartre, dans la revue du PCF La Nouvelle Critique en avril 1951, puis quitté le PCF, avant de tomber d'accord avec Sartre en 1971 pour confier à un tandem formé d'André Glucksmann et Robert Linhart la direction d'un nouveau mensuel, J'accuse, censé tirer vers le haut La Cause du peuple, l'autre journal publié par ce groupe maoïste. L'année suivante, Sartre avait exigé un article d'excuse et de clarification , titré « tribunal populaire ou lynchage ? » d'un innocent, sans parvenir à empêcher dans le numéro suivant un ton « encore plus brutal, plus accusateur » dans la couverture de l'affaire de Bruay-en-Artois.
En 2017, c'est l'éditorialiste Natacha Polony qui affirme à son tour qu'il faut passer à la nécessité « de désespérer Billancourt », présentée comme la raison d'exister de son livre de 2017, perpétuant un contresens sur le message de la pièce de Sartre. La journaliste souhaite alors surtout déclarer la guerre, comme André Glucksmann en 2008, à un « nouveau langage » qui « contribue au conditionnement de la pensée ». Elle plaide la nécessité de « porter un diagnostic lucide sur l'organisation économique, sociale et politique de la France » afin de « rendre aux citoyens la maîtrise de leur destin », mais se sert aussi de la formule pour reprocher aux syndicats d'enseignants, ou encore au journal Le Monde, d'être complices des violences des élèves dans les classes.

### Années 2020

#### Extension aux domaines religieux, médical et sociétal
A partir des années 2020, l'expression n'est plus utilisée seulement pour la banlieue, mais plus largement dans domaines religieux et sociétal, notamment pour ridiculiser des écrivains progressistes comme Édouard Louis, accusé d'incarner « une gauche victimaire » et « une gauche donquichottesque », ou encore les « féministes de gauche » soupçonnées de préférer les musulmanes, tandis qu' Éric Naulleau, polémiste proche d'Eric Zemmour, dénonce « une certaine gauche », qui n'aurait pas voulu, selon lui, « désespérer Billancourt en cachant la terrible réalité de l'URSS » et qui maintenant ne veut « point démoraliser Saint-Denis en refusant de qualifier les massacreurs du Hamas de terroristes ».
L'expression fait même florès dans le milieu médical, le professeur Didier Raoult assurant en juillet 2021 sur Youtube, que la pièce serait une condamnation de Viktor Kravchenko, que Sartre et son journal avaient pourtant défendu fermement en 1948 et 1950, tandis qu'une tribune du consultant Frédéric Bizard dans Les Echos en fait son titre l'année suivante, pour alerter sur « une crise vécue quotidiennement comme une forme de maltraitance des soignants et des patients », selon lui ignorée, en affirmant dès les premières lignes, mais avec cette fois la prudence du conditionnel, que Jean-Paul Sartre aurait dit qu’il dans Nekrassov qu'"il ne faut pas désespérer Billancourt", suggérant de ne pas dire la vérité sur l'URSS aux ouvriers de Renault pour ne pas les démoraliser.

#### Retour progressif au sens social d'origine
L'expression retrouve son sens social d'origine, celui de ne pas ignorer une « très forte mobilisation sociale », d'abord dans les années 2010, dans le contexte de suppressions de postes dans l'industrie, puis dans les années 2020, lors du mouvement contre la réforme des retraites de 2023. Lorsque François Hollande, élu président de la République en 2012, tente d'abord de rééquilibrer les comptes publics, il veut le faire « sans casser l’économie » pour ne pas « désespérer Billancourt »,,,, et l'expression est utilisée souvent dans ce sens, même avant son élection.
L'idée est de ne pas décontenancer ou oublier « ceux qui vous ont porté au pouvoir »,, et elle s'exprimait déjà par la référence à ne pas désespérer Billancourt après la sévère défaite de la gauche aux législatives de 1993, pour moquer le « tournant de la rigueur » économique et sociale des années 1980 sous Mitterrand, les auteurs socialistes ayant utilisé le même procédé, et la même référence à l'espoir de Billancourt, pour rappeler son équivalent sous Giscard en 1976, le Plan Barre de septembre 1976.

## Dans la culture populaire
« Nous étions déjà les gens d'un autre temps, il faut le croire », écrit Louis Aragon au sujet des événements de mai 1952, par la voix du narrateur de Blanche ou l'Oubli, texte publié en 1967 , qui décrit des ouvriers de Renault-Billancourt lors de cette manifestation.